# Pohorelá
Pohorelá (allemand : Pohorella, hongrois : Pohorella) est un village de Slovaquie situé dans la région de Banská Bystrica.

## Histoire
Première mention écrite du village en 1612.

## Démographie

### Évolution de la population
| Année:               | 1994. | 2004.    | 2014.    | 2024.   |
| -------------------- | ----- | -------- | -------- | ------- |
| Nombre de personnes: | 2862  | 2552     | 2272     | 2054    |
| Différence:          |       | -10,83 % | -10,97 % | -9,59 % |

| Année:               | 2023. | 2024.   |
| -------------------- | ----- | ------- |
| Nombre de personnes: | 2093  | 2054    |
| Différence:          |       | -1,86 % |